# Kayan (departamento)
Kayan é um departamento ou comuna da província de Kénédougou no Burkina Faso. A sua capital é Kayan.
Em 1 de julho de 2018 tinha uma população estimada em 29665 habitantes.